# Rombus

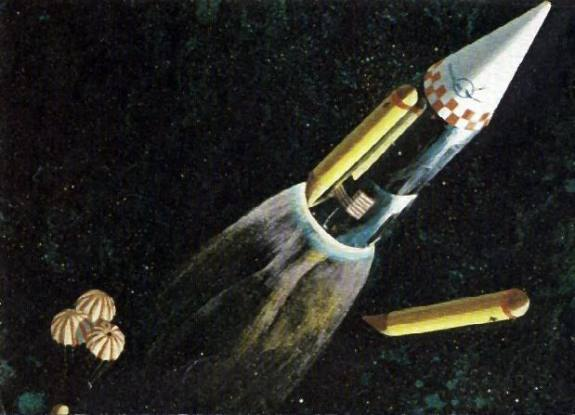
Representación artística de un Rombus.

Rombus (Reusable Orbital Module-Booster & Utility Shuttle, Transbordador Orbital y Módulo Propulsor Reutilizable) fue un estudio estadounidense de 1964 sobre un cohete reutilizable de una sola etapa hecho por Philip Bono.
Bono, que trabajaba para McDonnell Douglas, propuso un lanzador pesado de bajo coste de una sola etapa y reutilizable como continuación lógica del programa Apolo. La base del Rombus es el uso de una tobera especial (una tobera de tapón) capaz de actuar como escudo térmico en la reentrada. La tobera sería enfriada por la circulación de hidrógeno líquido a través del mismo sistema regenerativo utilizado para enfriar los motores durante el ascenso. La mezcla de oxígeno líquido e hidrógeno líquido sería de 7 a 1. Durante el ascenso, la tobera de tapón modifica automáticamente el flujo de los gases de escape para proporcionar una buena eficiencia a cualquiera altura. Rombus usaría 36 pequeños motores, de los cuales se necesitarían sólo 16 funcionando durante 3 segundos para la inserción en órbita final.
En una misión típica, Rombus pasaría 24 horas en órbita antes de pasar nuevamente sobre el punto de lanzamiento para realizar la maniobra de frenado y entrada atmosférica. Rombus utilizaría paracaídas y retrocohetes (que se encenderían a 730 metros de altura) para aterrizar. En el momento del aterrizaje, sólo cuatro de los motores estarían en funcionamiento, al 25% de su potencia durante unos 12 segundos.
Para reducir peso, el hidrógeno líquido iría almacenado en ocho tanques externos eyectables y recuperables mediante paracaídas. Los tanques se irían desprendiendo durante el ascenso a medida que se fuesen vaciando.
Rombus habría utilizado las mismas instalaciones del Centro Espacial Kennedy que el Saturno V, aunque con una nueva rampa de lanzamiento.

## Especificaciones
- Carga útil: 450.000 kg a LEO (185 km de altura y 28 grados de inclinación orbital).
- Empuje en despegue: 79.769 kN
- Masa total: 6.363.000 kg
- Diámetro: 24 m
- Longitud total: 29 m